# 5 (album Kasi Kowalskiej)
5 – piąty album Kasi Kowalskiej, wydany 13 listopada 2000 roku.
20 grudnia 2000 album uzyskał status złotej płyty.

## Lista utworów
1. "Żyję raz" (muz. Adam Abramek, P. Sot, sł. K. Kowalska) – 4:28
2. "Będę jak" (muz. A. Abramek, P. Sot, sł. K. Kowalska) – 3:50
3. "Być tak blisko" (muz. A. Abramek, P. Sot, sł. K. Kowalska) – 3:40
4. "Znaleźć siłę" (muz. A. Abramek, P. Sot, sł. K. Kowalska) – 3:51
5. "Nobody" (muz. A. Abramek, P. Sot, sł. K. Kowalska) – 4:40
6. "Z kim chciałbyś być?" (muz. A. Abramek, P. Sot, sł. K. Kowalska) – 4:00
7. "Bądź pewny" (muz. A. Abramek, P. Sot, sł. K. Kowalska) – 4:51
8. "Gra rozkoszy" (muz. M. Grymuza, K. Kowalska, sł. K. Kowalska) – 3:42
9. "Moje Katmandu" (muz. M. Gładysz, A. Woźniak, sł. A. Mogielnicki) – 4:20
10. "Czekam, boję się" (muz. M. Gładysz, K. Kowalska, sł. K. Kowalska) – 4:06
11. "Wszystko jest żartem" (muz. J. Chilkiewicz, K. Kowalska, sł. K. Kowalska) – 4:40

## Listy przebojów
| 2000 | Nobody         | 4  | 6  |
| 2000 | Być tak blisko | 1  | 29 |
| 2001 | Będę jak       | 30 | 19 |

## Teledyski
- Żyję raz (2000)[4]
- Nobody (2000)
- Być tak blisko (2000)
- Będę jak (2001)

## Twórcy
Źródło.
- Adam Abramek – instrumenty klawiszowe, gitara basowa, programowanie, loopy
- Alek Woźniak – instrumenty klawiszowe, loopy, programowanie
- Wojtek Pilichowski – gitara basowa
- Maciek Gładysz – gitary
- Michał Grymuza – gitary
- Paweł Sot – współautor muzyki

Personel
- Produkcja muzyczna – Adam Abramek
- Realizacja nagrań – Alek Woźniak
- Mix – Leszek Kamiński (studio S4) z wyjątkiem utworów: "Być tak blisko", "Znaleźć siłę", "Moje Katmandu", "Z kim chciałbyś być?" (mix: Alek Woźniak) oraz "Będę jak", "Żyję raz" (mix: Piotr Siedlaczek)
- Mastering – Piotr Siedlaczek
- Koordynacja A&R – Michał Zioło
- Product manager – Piotr Busz
- Zdjęcia – Andrzej Hrechorowicz
- Prezentacja multimedialna – Krzysztof Kretkiewicz, Paweł Szynkiewicz (SNP Webdesing)
- Produkcja – Universal Music Polska

## Sprzedaż
| Lista | Kraj   | Pozycja |
| ----- | ------ | ------- |
| OLiS  | Polska | 3       |